# Área de Conservação da Paisagem de Kullamäe
A Área de Conservação da Paisagem de Kullamäe é um parque natural situado no condado de Viljandi, na Estónia.
A sua área é de 5 hectares.
A área protegida foi designada em 1964 para proteger o afloramento de Kullamäe e os seus arredores. Em 1998, a unidade de conservação foi reformulada para área de preservação paisagística.